# Národní park Tsavo
Národní park Tsavo patří mezi největší v Keni, ale i na světě. Jeho rozloha je 22 812 km2. Síť cest v něm měří 2 000 km a není proto divu, že každá křižovatka má pečlivě udržovaný rozcestník a označení.
Tsavo National Park se dělí na Západní Tsavo (9 065 km2) a Východní Tsavo (13 747 km2). Společně pokrývají až 4 % rozlohy Keni. Každá část v sobě zahrnuje mnoho dalších rezervací a parků.
Dělicí čarou mezi západní a východní částí parku Tsavo je železnice z Mombasy do Ugandy, která byla budována koncem devatenáctého století. Dnes probíhá souběžně s železnicí i silnice.

## Tsavo West (západní část)

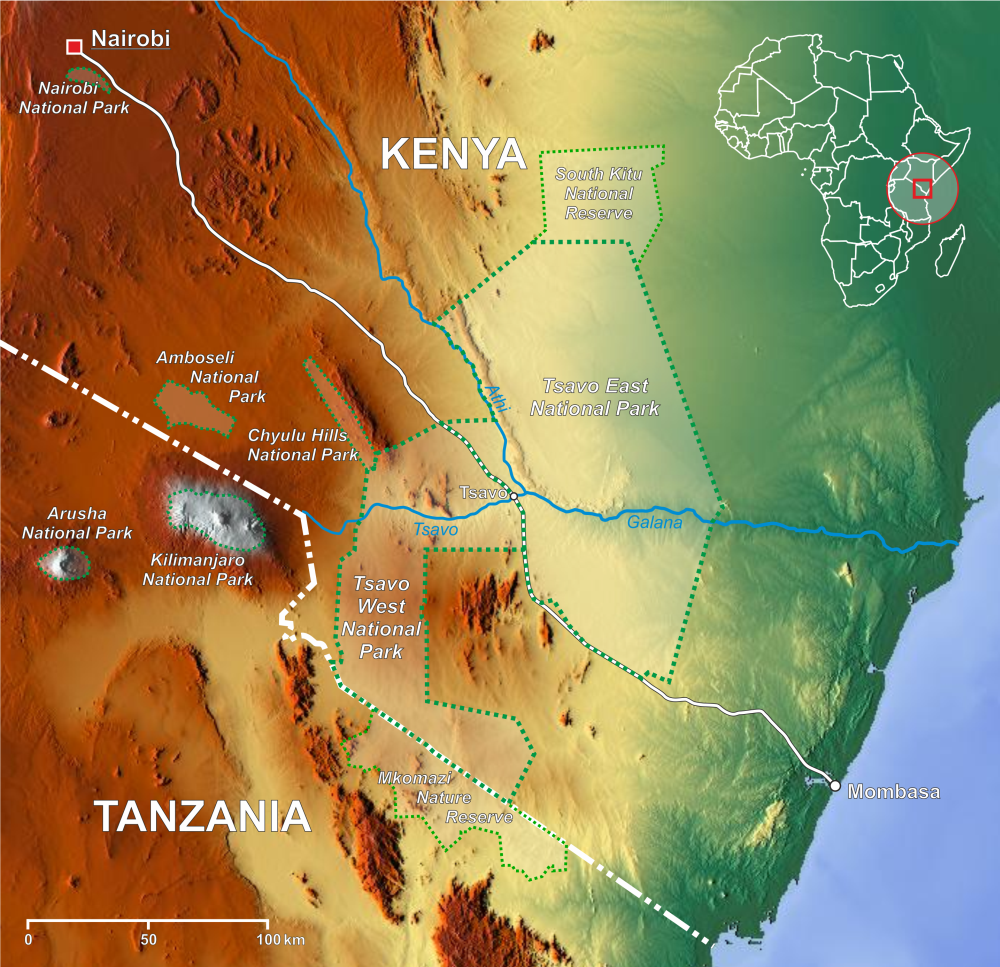
Mapa obou národních parků

Jestli hodláte navštívit tento překrásný park, a obdivovat jeho přírodní scenérie zahrnující i řadu řadu skalních útvarů, vulkanických vrcholků a lávových proudů, doporučuje se období ke konci dešťů, kdy se příroda celá zazelená. Čistší vzduch také nabízí lepší výhledy na Kilimandžáro v dálce. V ostatních měsících je Tsavo velmi prašné. Na druhou stranu, v období od června do října a od ledna do února, kdy je jasno a moc neprší, je vegetace řidší a zvířata se v ní tak snadno neschovají. Kromě toho se zvířata stahují k ubývajícím vodním zdrojům, kde je můžete snadno najít a pozorovat.
Tato část se vyznačuje nekonečnými stromovými savanami a celou řadou divokých zvířat.
Nejvíce navštěvovaná zkultivovaná část je velmi dostupná z Nairobi a Mombasy. Jednou z hlavních atrakcí jsou vodní plochy nedaleko Kilanguni a Ngulia. Přilákají obzvlášť v období such stovky nejrůznějších druhů zvířat a ptactva. Jestli jste milovníci krokodýlů nebo hrochů, měli byste navštívit prameny Mzima Sprints a okolí nádrže. Dříve tu byla zřízena podvodní pozorovatelna, aby turisté mohli sledovat hroší dovednosti a aktivity. Avšak toto mohutní savci se přesunuli ke vzdálenějšímu konci jezírka.
Na své přijdou i obdivovatelé jeskyní a obdivuhodných lávových proudů jako Shetani. Ale nedoporučuje se vydávat do jeskyní bez spolehlivých baterek doprovodu.
Jako jinde se zde neustále potlačuje pytláctví. Kolem roku 1960 žilo v této oblasti 8 00 kusů nosorožce černého, ale vlivem pytláků se v 70. letech snížil počet o více než 90 % a v roce 1980 zde žilo pouhých 100 kusů těchto vzácných zvířat. A pro tyto zvířata se vytvořil útulek asi pro 50 nosorožců černých, kteří se mohou volně pohybovat, aniž by se báli o svůj život. Uvnitř útulku Ngulia se lze může volně procházet. Vlastně nejde jen o nosorožce, ale byla zde největší populace slonů, ale ta byla téměř celá vydrancovaná pytláky. Pytláctví bylo potlačeno až do roku 1991.
V parku Tsavo West bylo zaznamenáno více než 400 druhů ptáků. Ngulia Hills, jedna z památek parku, je místem nejvýznamnějšího projektu na kroužkování ptáků v Africe.

## Tsavo East (východní část)
Zvlněné pláně savany porostlé mohutnými baobaby jsou domovem obrovských stád „červených“ slonů. Nejedná se o žádný poddruh slona afrického. Jejich červené zbarvení vzniklo tím, jak se pokrývají prachem a blátem z místní načervenalé zeminy. Tato děsivě vyhlížející vrstva slouží slonům především jako ochrana před horkem a hmyzem.
V parku se vyskytují i další zástupci tzv. Velké pětky, ale obecně je hustota zvěře v Tsavo East kvůli jeho velké rozloze menší, než v jiných keňských národních parcích.
I tady se objevují ziskuchtiví pytláci.
Atrakcí parku je přehrada Aruba Dam postavená přes řeku Volta. Tato oblast není moc navštěvovaná turisty, takže tu můžete bez narušování pozorovat a fotografovat divoká zvířata.
I tady je lávový proud, ale tentokrát největší na světě Yatta Plateau a okolo jsou skalní útvary vytvořené vodopády Luggards na řece Galana. Je zde monitorován vzácný druh antilop hirola, protože původní prostředí bylo zničeno nadměrným ničením pytláků.
Park Tsavo East je také domovem více než 500 druhů ptáků. Mimo jiné je nejjižnějším místem výskytu pštrosa somálského a významným zimovištěm pro ptáky migrující z Evropy.
Park Tsavo East lze navštívit v průběhu celého roku, ale doporučuje se především období od června do října a od ledna do února. V tom období je jasno, moc neprší, vegetace je řidší a zvířata se v ní tak snadno neschovají. Kromě toho se zvířata stahují k ubývajícím vodním zdrojům, kde je můžete snadno najít a pozorovat. V tomto období bude v parku ale také více turistů a více prachu ve vzduchu. V období kdy více prší od listopadu do května bude vzduch čistší, příroda zelenější a menší počet turistů.